# Borlag

Le Borlag (en russe : Борлаг) ou Borski ITL était un camp de travail pénitentiaire à l'époque soviétique, installé dans la Gorge de marbre (Мраморное ущелье; Mramornoie ouchtchelie), à une altitude variant de 1 800 mètres à 2 150 mètres, dans le massif de Kodar dans le raïon du Kalar, au nord du kraï de Transbaïkalie, en Sibérie. La décision de créer le Borlag a été prise le 15 janvier 1949, par la résolution du conseil des Ministres de l'URSS no 172-52, sous la mention "Top secret" (en russe : Совершенно секретно). Le bureau de Borlag était situé à l'origine dans la ville de Tchita, puis dans le village de Sinelga, près de Tchara dans l'oblast de Tchita. Pour son commandement opérationnel, il relevait directement de la direction générale des camps et colonies de rééducation par le travail (Goulag). Pour la partie industrielle il relevait de la direction des mines d'uranium d'Ermakov.
Toutefois Lavrenti Beria, bras doit de Staline à cette époque, surveillait étroitement la camp dans la mesure où son activité était en rapport étroit avec la mise au point de la puissance nucléaire russe Comme l'existence du camp était secrète la mine était présentée comme une mine de plomb et non d'uranium.
Dans les années 1990, on a donné à la gorge où s'était trouvé le camp, le nom de la Gorge de marbre parce qu'on y trouvait de nombreuses nuances de marbre. Des excursions touristiques y sont aujourd'hui organisées.

## Géographie
La gorge se trouve au nord-est du Pic BAM. Elle n'est accessible qu'à pied, en été, depuis les villes les plus proches qui sont Novaïa Tchara (ru) et Tchara. Cette dernière est desservie par un aéroport.
La gorge est bordée de deux côtés par des parois rocheuses et sa largeur est d'environ 400 mètres Il n'y a pas de végétation à part un peu d'herbe en été et de la mousse.
Un ancien camp de prisonnier se trouve dans la gorge à une altitude de 1 820 mètres, environ à 200 mètres au-dessus de la limite des arbres et 1 100 mètres au-dessus de Tchara. Un atelier est situé plus haut à 2 040 mètres. Au-dessus du camp se trouvaient 15 à 20 galeries (leur nombre exact est inconnu) situées à des altitudes de 2 170 mètres à 2 250 mètres, puis encore de 2250 2 600 mètres à 2 800 mètres. La plupart des emplacements riches en minerais se trouvaient au sud de la gorge. Dans les parties est et ouest il existe des galeries dont on ne sait si elles ont été utilisées ou seulement explorées .

### Climat
La gorge de marbre est située dans une région au climat rigoureux avec des températures moyennes pour toute l'année de −5 °C à −7 °C et −12 °C dans les vallées les plus élevées. Durant les nuits d'été, la température descend souvent jusqu'à zéro degré. L'hiver dure dix mois et les températures peuvent alors descendre jusque −50 °C. À l'époque du Borlag, il y a 70 ans, elles descendaient encore plus bas qu'aujourd'hui Le vent froid soufflait toute l'année dans la gorge. Celle-ci était couverte d'un brouillard épais qui s'élevait parfois à 20-30 mètres de hauteur . En été les pluies sont fréquentes et abondantes.

## Histoire

### Motif

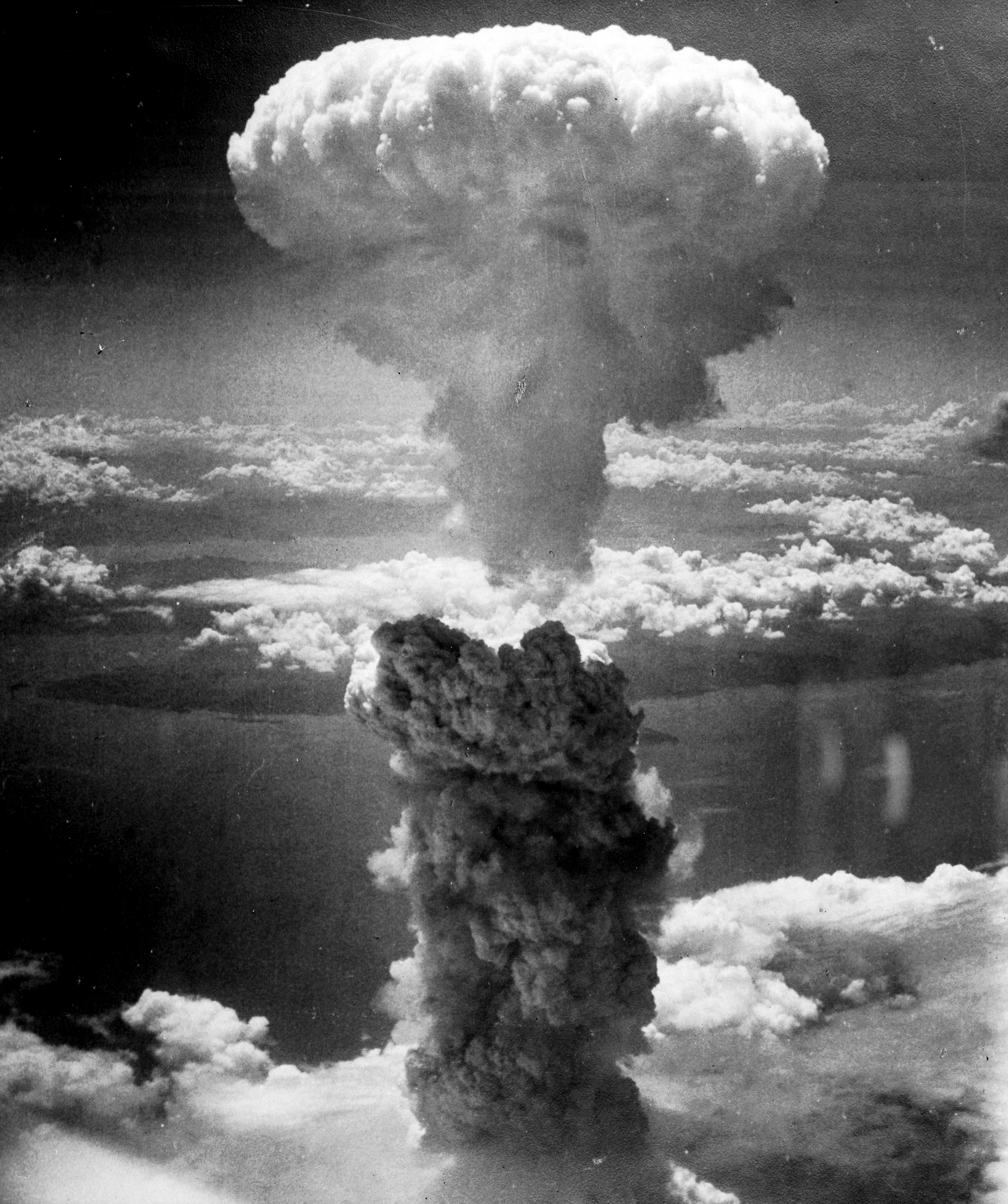
La bombe atomique de Nagasaki explose le 9 août 1945.

À partir de 1946, des avions soviétiques survolaient la Transbaïkalie  à la recherche d'uranium dans le cadre du programme atomique soviétique. Il y avait peu de gisements à cette époque. C'était un besoin stratégique militaire urgent du fait de la possibilité de voir les États-Unis s'attaquer à l'URSS avec des armes telles que celles utilisées lors des bombardements atomiques d'Hiroshima et de Nagasaki durant l'été 1945 . Et il est notoire que dans divers plans de guerre américains des années 1945-1950, cette éventualité était discutée sous divers noms de code tels que  Broiler (en) (1947), nom de code Halfmoon (en) (1948) et Offtackle (en) (1949). Pas moins de 300 expéditions ont été organisées sur le territoire de l'URSS pour trouver de l'uranium en quantité suffisante. Les montagnes de la Transbaïkalie contenaient beaucoup de granite et, à cette époque, c'était la seule roche associée à l'uranium Les pilotes d'avions de reconnaissance recevaient l'ordre de ne pas voler à plus de 50 mètres d'altitude pour maximiser les chances de trouver des traces d'uranium. En août 1948, les compteurs Geiger ont constaté une anomalie magnétique à une altitude de près de 3 000 mètres dans le massif de Kodar.

### Enquête préliminaire
Un mois plus tard, des prisonniers du Goulag et des géologues sont emmenés à l'emplacement très éloigné où se trouvait la Gorge de marbre. Les prisonniers sont mis au travail pour construire une route provisoire à partir de Chara jusqu'à la gorge (avec un pont pour traverser la rivière Sredny Sakoukan), tandis que les géologues, sous la direction de Fiodor Tisjtsenko font des recherches sur le minerai. En octobre, un premier échantillon est transporté à Chara située à 35 kilomètres de la gorge puis envoyée à Moscou , l'opération étant sous la surveillance de Lavrenti Beria. Selon l'analyse des échantillons, les résultats étaient prometteurs : il semblait que ces mines de la Gorge de marbre contenaient des veines aussi riches que celles des mines d'uranium de Tchécoslovaquie et de Saxe (Land) (contenant 30-50% de pechblende). En novembre et décembre, une base géologique est construite près de la gorge et les recherches se poursuivent. En janvier 1940, un rapport détaillé de 400 pages est remis à Staline qui détaille les besoins matériels en hommes, vestes, bottes, nécessaires pour travailler dans la mine et extraire du minerai. C'était le premier gisement d'uranium qui allait être exploité.

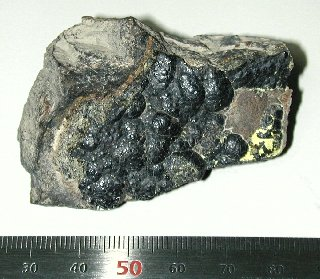
Pechblende de Tchécoslovaquie

### Préliminaire
Différentes directions d'approvisionnement ont été choisies par les autorités :
- depuis le sud de la rivière Vitim via Romanovka (en) (en Bouriatie) vers la ville de  Tchita, où il était possible d'utiliser la ligne de chemin de fer du Transsibérien.
- depuis le nord par la Route maritime du nord, le fleuve  Léna et son principal affluent le Vitim.
- depuis l'aéroport de Chara, construit en 1947 pour desservir le camp.

Sur le Vitim a été créé le village de Neljaty (ru) au nord du kraï de Transbaïkalie pour servir de base d'approvisionnement la plus appropriée. L'administration a également utilisé des bâtiments qui avaient été construits par une expédition chargée, durant la seconde Guerre mondiale, de la construction de la partie orientale de la ligne ferroviaire Magistrale Baïkal-Amour. L'ordre a été donné de construire une route de 300 kilomètres de long depuis Neljaty jusq'au village de Sinelga près de Chara, puis de là au camp de Borlag. Des bases de ravitaillement étaient installées le long du parcours de près de 1 000 kilomètres que les camions pouvaient parcourir en trois jours .
Après la découverte d'uranium dans la rivière Sioulban (ru), une autre route a été construite qui passait de Toupik (ru) à Chara. Elle permettait de ramener la distance de 1 000 kilomètres à 670 kilomètres pour arriver au camp Borlag,.

### Réalisation

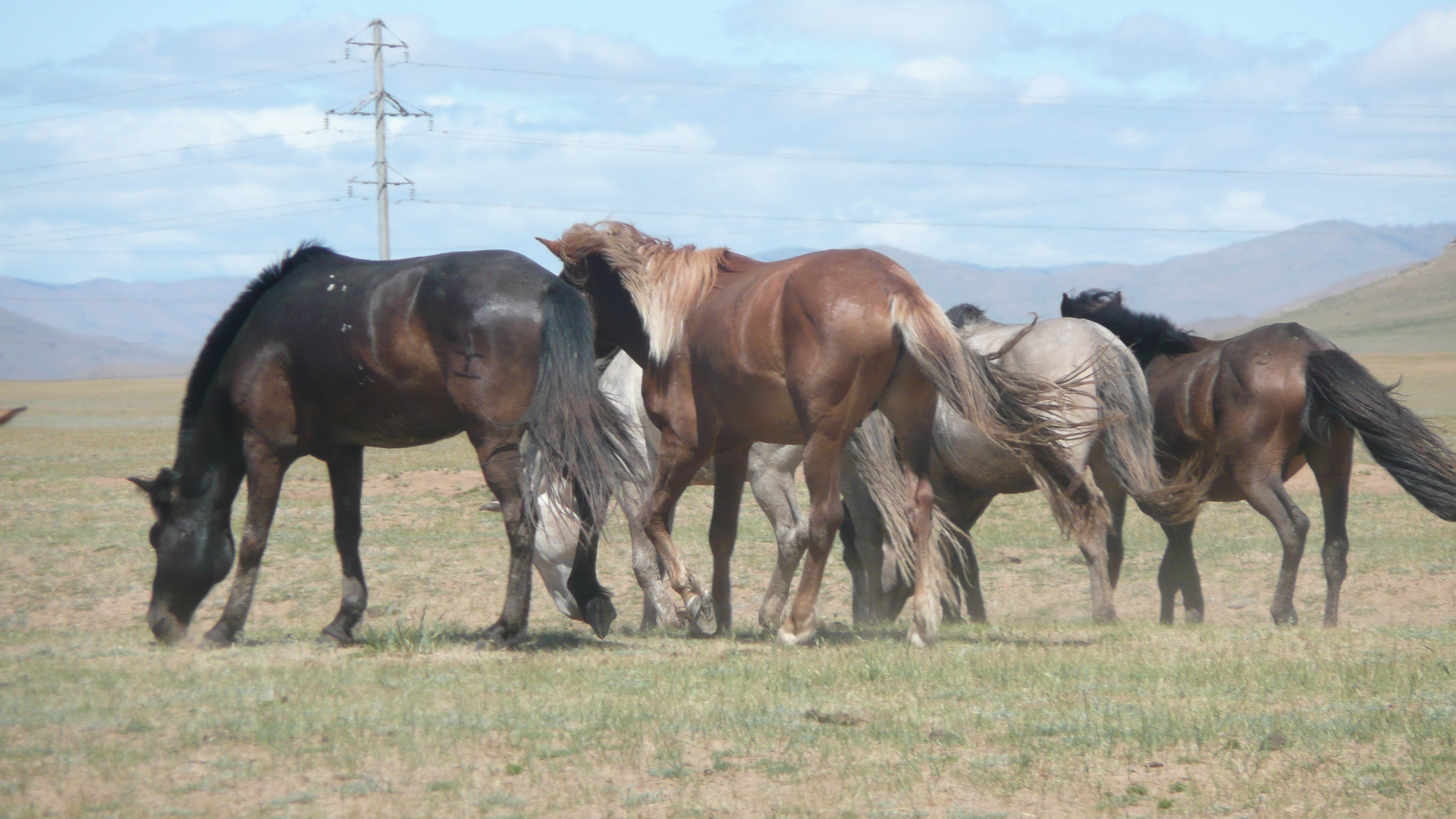
Chevaux mongols

Pour réaliser le Borlag en 1949, 1 700 prisonniers, 1 000 civils, 700 chevaux mongols, 150 camions furent nécessaires et ont été amenés sur les lieux, Le Gorlag du Dalstroï ordonna le 24 janvier 1949 aux prisonniers de commencer à construire des casernes des gardes en bois, de construire une route à la main, pour que les camions puissent accéder à proximité de la gorge et à extraire du minerai à la pioche. Plus tard 250 camions (ЗИС-151) supplémentaires ont été livrés.

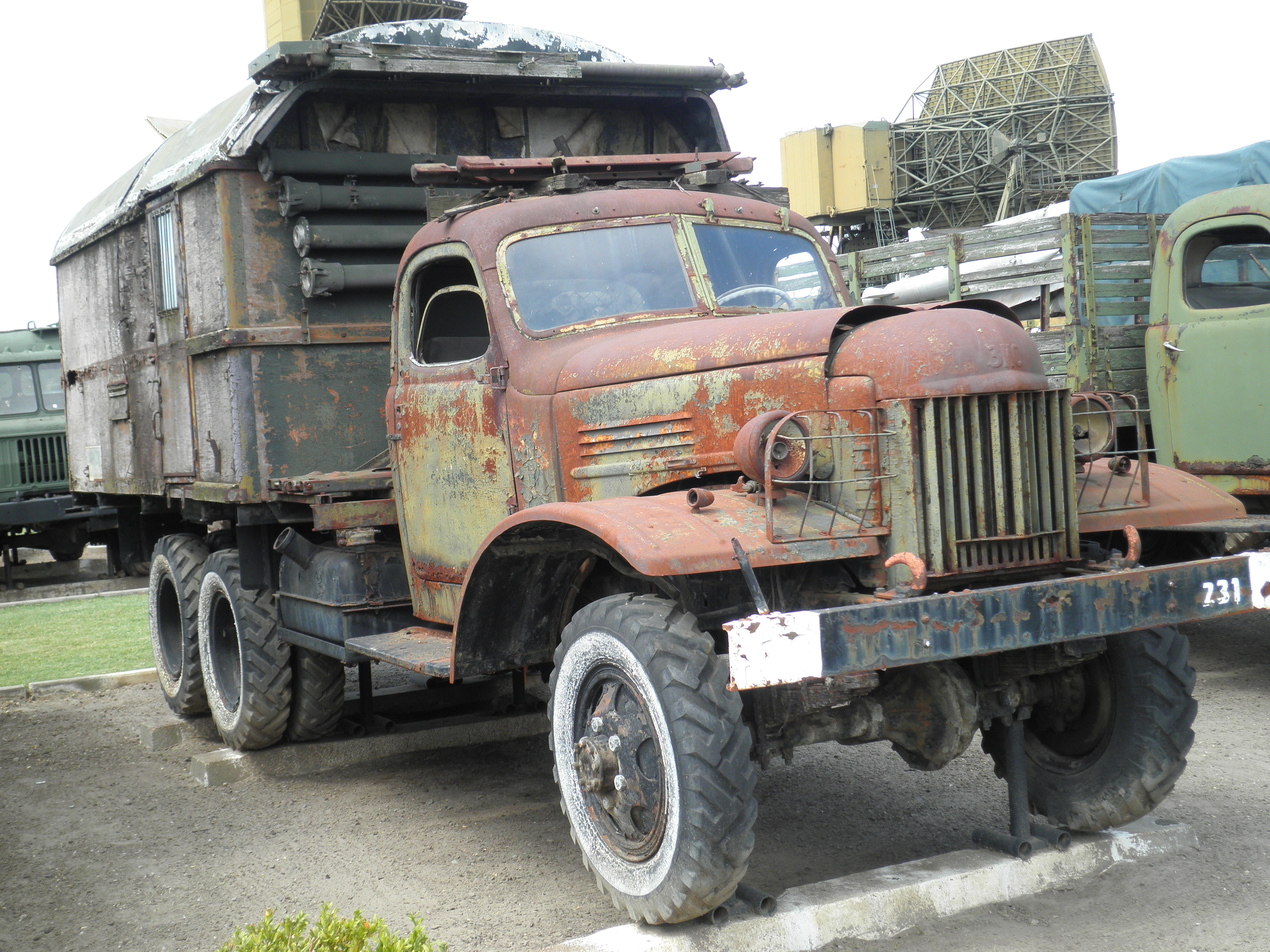
camion (ЗИС-151) ZIS-151

La route, d'une longueur d'environ 50 kilomètres, menant au camp depuis Chara, s'est avérée extrêmement difficile à construire en raison de la présence de nombreux ruisseaux perpendiculaires à la route et des montées abruptes sur les pentes de la montagne qui ont nécessité la réalisation de virages en lacets. Les conditions météorologiques nécessitaient un entretien constant de la route construite. Les camions devaient être équipés de chaînes à neige sur les pneus, pour pouvoir monter jusqu'au camp. Le matériel lourd était amené par un ascenseur provisoire qui le traînait au sol sur les parties les plus raides de la route. La réalisation de la route, des camps, des galeries des mines a nécessité l'utilisation de dizaines de milliers de mètres cubes de bois. Ce bois a été coupé dans les vallées environnantes, ce qui a dégarni les zones forestières. Cela a entraîné l'érosion précoce des sols et des routes du fait de l'écoulement accéléré des eaux de ruissellement et des inondations qui s'ensuivirent ,. Après la fermeture du camp la nature a repris rapidement ses droits 
Commencée en hiver, la mine était prête pour l'extraction après 4 mois de travaux, au printemps 1949. Au cours de l'été, ont été installés un poste électrique et une usine de minéralurgie pour traiter le minerai à la rivière Sredny Sakoukan. C'est un générateur électrique mu par un moteur Diesel qui a d'abord été utilisé. Puis, une mini centrale hydroélectrique à partir du mois de juin. L'usine de traitement du minerai était installée à l'entrée de la gorge. Plus tard d'autres usines ont été installées dans les autres emplacements du camp et une sous-centrale électrique a été construite reliée aux mines par des câbles à haute tension.

### Le camp

#### Structure du camp
L'administration du camp avait au début son siège dans la ville de Tchita, mais à partir de 1950, elle a travaillé au village de Sinelga plus au sud-ouest de la zone des dunes de Chara Sands et beaucoup plus près de Borlag. L'organisation du camp était de conception militaire. Elle était contrôlée par le ministère de l'intérieur de l'Union soviétique, mais en fait c'était l'armée qui dirigeait les opérations. Le premier commandant du camp était le redouté colonel S.F. Maltsev, qui prenait toutes les décisions. Lesquelles avaient force de loi aussi bien vis-à-vis des civils que des prisonniers et des gardiens.
L'administration du camp comprenait dix départements (lagpoenkty):

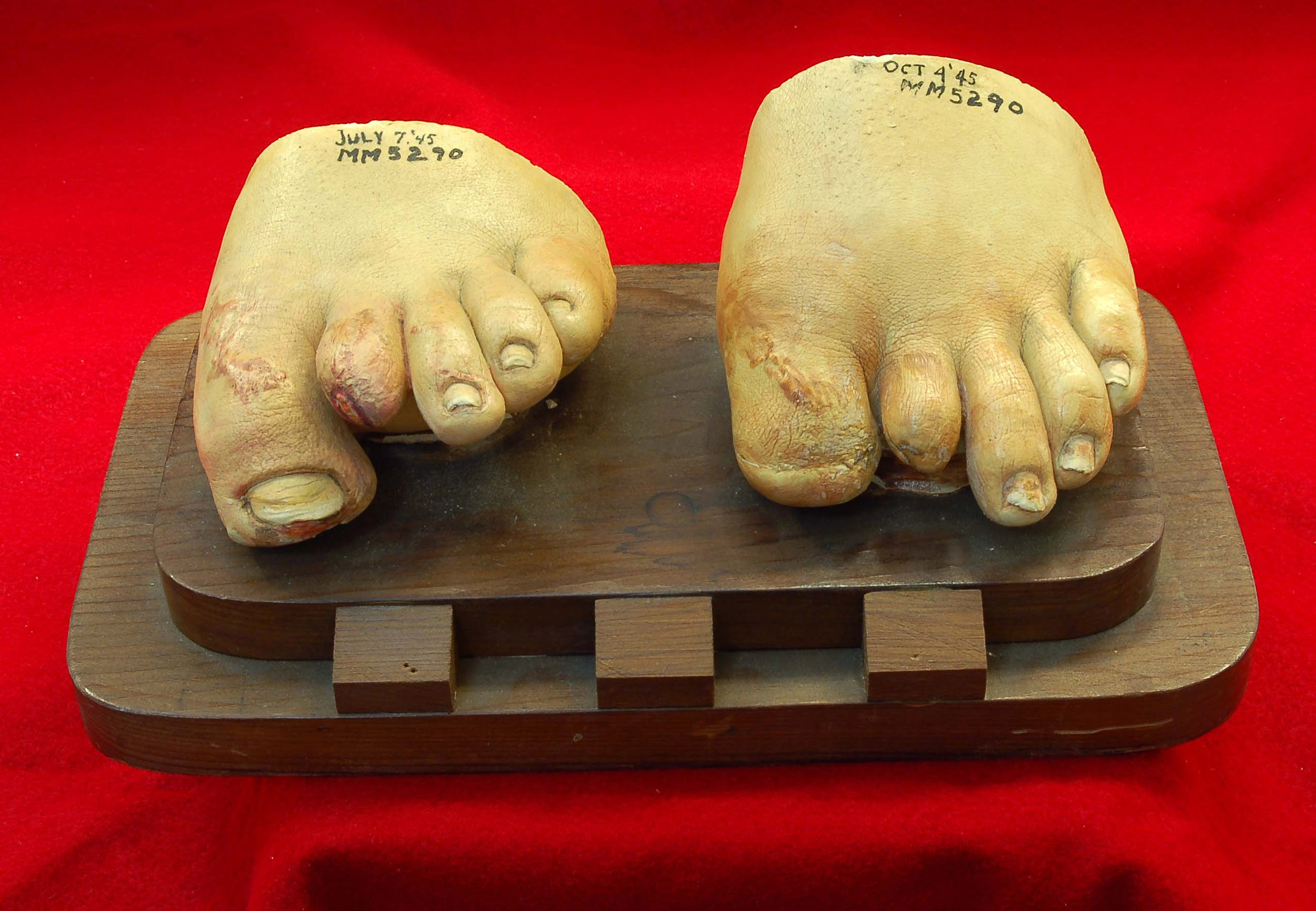
Résultats d'engelures du pied (1945, moulage pédagogique)

1 # La Gora (montagne) dans la Gorge de marbre. C'est là qu'a eu lieu la majeure partie de l'extraction du minerai. Les prisonniers de cette gorge dormaient dans un camp de 150 mètres de large sur 150 mètres de long, à côté de la caserne en bois des gardiens et du personnel civil  (géologues, alpinistes, contremaîtres et personnel médical). D'abord ils ont été logés dans des tentes, puis dans des baraquements en bois, dans lequel on pouvait entasser en tout  500 à 600 prisonniers et dans laquelle la température descendait sous zéro degré en hiver,. Comme il y avait souvent plus de 100 personnes en même temps par baraquement, les prisonniers survivaient grâce à la chaleur corporelle de chacun. Mais les plus faibles mouraient aussi du fait des gelures de membres ou de l'humidité permanente. Aux quatre coins s'élevaient des tours de guet. Toute la nuit des projecteurs éclairaient le camp. À l'entrée de la gorge 6 tours de guet étaient érigées, ainsi qu'un poste de contrôle. Le camp était clôturé par des barrières à haute tension et une barrière de barbelés  Dans la seconde moitié de l'année 1950, 44 prisonniers sont parvenus à s'échapper et c'est sans doute pour cela que ces six tours ont été construites. Le personnel civil et de sécurité vivait dans un camp voisin composé de quatre douzaines de bâtiments, parmi lesquels une boulangerie, un lavoir, une scierie, un bain, une scierie, un garage, des bâtiments résidentiels et des entrepôts .
2 # Les Clés du marbre (en russe : Mramorny Kloutchyj) : dans la vallée en contrebas il existait deux camps de soutien pour le stockage du minerai, la production d'électricité, l'entretien des routes et des camions. Environ 150 personnes y travaillaient sous un régime pénal moins sévère Le traitement du minerai à l'entrée de la gorge bénéficiait du plus grand emplacement du camp et était le seul à être réalisé sur des fondations en béton. Le minerai était probablement nettoyé par concassage et broyage puis soumis à une lixiviation dans de l'acide sulfurique pour obtenir un concentré susceptible d'être enrichi au complexe nucléaire Maïak. Le processus nécessitait beaucoup d'eau, ce qui rendait logique l'emplacement près de la rivière. Une centaine de prisonniers au moins était en activité dans ce camp, probablement par rotation avec les autres camps. Ce travail de traitement du minerai était le plus dangereux en raison de la radioactivité constante, de la poussière et des fumées acides et comparable à la dangerosité de celui de la mine de Boutougytchag dans la région de la Kolyma .

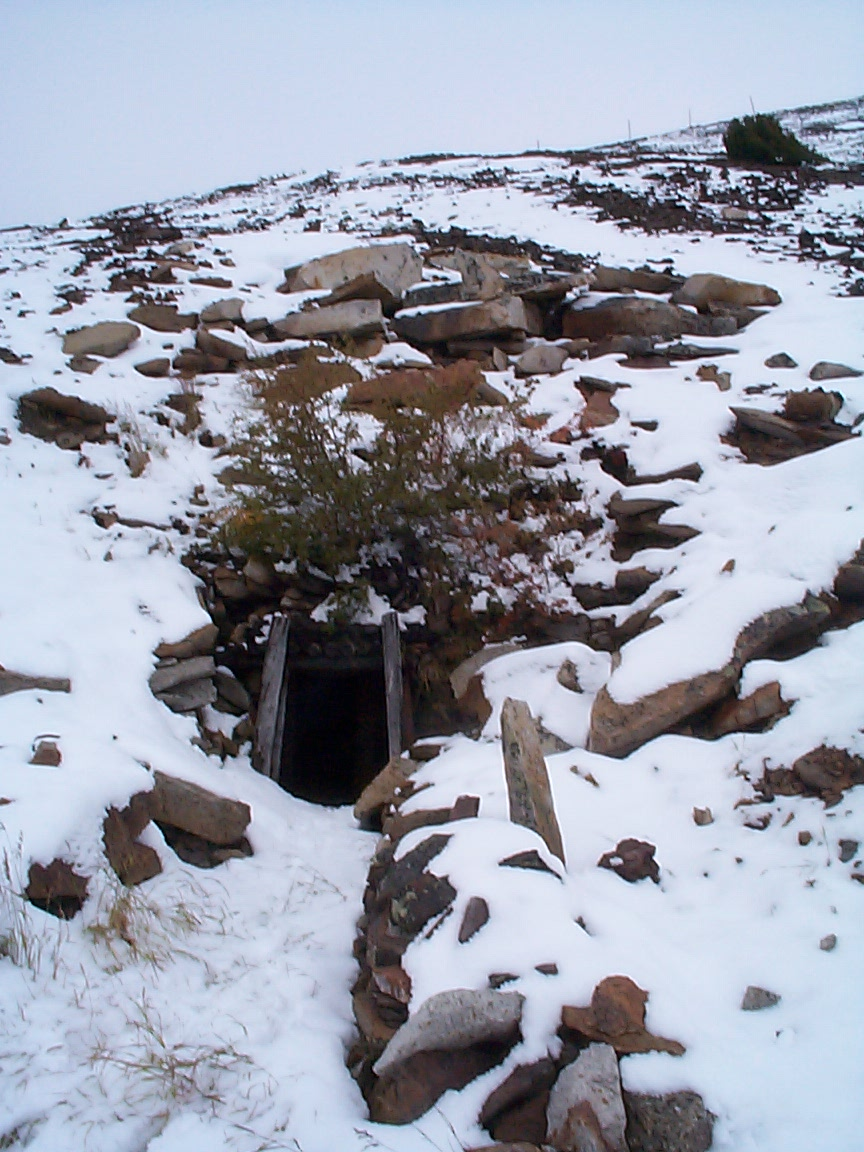
Entrée de galerie de la mine de Boutougytchag dans la Kolyma

3 #Lagerny ("du camp"): Un camp existait aussi dans la vallée du Sredny Sakoukan à côté d'une mine de charbon. Le charbon était utilisé pour plusieurs installations. On estime que 75 à 100 prisonniers y travaillaient sous un régime moins sévère qu'à la mine d'uranium elle-même.
4 #Podsobnoie Khoziaïstvo (auxiliaire agricole): au bas de la vallée deux camps existaient pour les prisonniers affectés à l'entretien des routes et à l'agriculture .
Plus tard de l'uranium est encore découvert à trois emplacements différents : dans le Sioulban (ru) (près de la rivière Chadatkanda), dans le Voltsje (au Verchni Sakoukan) dans le massif de Kodar et près de la rivière Tchitkanda (Oudakan (ru)). Mais le minerai y était de moindre qualité Les trois camps du massif de Kodar étaient reliés par des sentiers pédestres . Pendant les années durant lesquelles le Borlag a fonctionné, des explorations terrestres et par avion ont été organisées dans d'autres parties du massif de Kodar et de l'Oudakan (ru) pour trouver d'autres mines d'uranium, mais sans grands résultats. Un important gisement situé près du lac Nitchatka (ru) a été abandonné.

#### Prisonniers et administration du camp
Les premiers 1 700 prisonniers sont arrivés au Borlag en 1949. Ce chiffre a augmenté au fur et à mesure que d'autres emplacements étaient découverts dans la Gorge de marbre. En août 1950, le camp atteint son chiffre maximum de 2 725 prisonniers et 581 travailleurs libres, . En mars 1951, 2 150 prisonniers y travaillaient encore, en octobre 1951, 700 prisonniers ,.
Au total, par roulement, 3 735 prisonniers et 1 000 travailleurs libres ou déportés ont travaillé au camp de Borlag,,. La plupart d'entre eux 99,7 % étaient des condamnés pour activité contre-révolutionnaire en vertu de l'article 58 (trahison, espionnage, activité politique contre-révolutionnaire). Mais 444 prisonniers avaient été condamnés en vertu de la loi des trois épis de 1932 sanctionnant les vols de nourriture. Les déportés se composaient surtout d'Allemands, Allemands de la Volga, des Russes de l'Armée Vlassov, desOukazniki c'est-à-dire des paysans qui n'avaient pas réalisés les résultats espérés par les soviétiques dans les kolkhozes , des membres de l'Organisation des nationalistes ukrainiens,,. Il semble que la camp de Borlag pour sa section installée dans la Gorge de marbre  était un camp spécial à régime sévère. Le fait de n'avoir aucun contact avec le monde extérieur était très pénible et les infractions durement réprimées. Quand le personnel civil venait à manquer les prisonniers pouvaient toutefois être nommés contremaîtres. La ration alimentaire des prisonniers était insuffisante, eu égard à la quantité de travail qui leur était demandée. De la sciure était parfois ajoutée à de l'eau chaude pour constituer un breuvage. Les gardiens volaient une partie importante de l'approvisionnement. Il faut tenir compte que la longueur des journées de travail, de la rudesse du climat, du manque de soins médicaux appropriés pour comprendre à quel point ce régime faisait mourir d'épuisement de nombreux prisonniers .
Le personnel civil était constitué en partie par d'anciens détenus qui ne pouvaient pas, après l'expiration de leur peine, rentrer directement dans leurs foyers et devaient rester dans des limites géographiques précises durant plusieurs années et limitées à un certain nombre de villes de province. Il y avait aussi des diplômés attirés par des primes salariales élevées vu l'éloignement accepté. Mais le logement de ces derniers était également médiocre, car la priorité était donnée à l'exploitation minière et non aux infrastructures résidentielles. En hiver, il était impossible de chauffer correctement les bâtiments construits en bois .

### Production
Les accès aux mines situés les plus bas se trouvaient à 350 mètres, 430 mètres du camp, ce qui signifiait qu'ils devaient se déplacer pendant environ une heure et demie chaque jour pour accéder à leur lieu de travail Les accès les plus élevés n'étaient accessibles que par des échelles de cordes, le long des falaises abruptes, d'où les prisonniers risquaient de tomber, même ceux qui étaient en bonne santé.
Le travail des prisonniers était dirigé par des contremaîtres (personnel civil) qui leur montraient  comment et où creuser Les zeks travaillaient avec des outils primitifs, principalement la pioche et la brouette. La durée de travail par journée était de onze heures, sous des températures très basses, souvent dans le brouillard et pour une grande partie de la journée dans l'obscurité . En été il y  avait beaucoup de moustiques. Le travail dans la montagne était dangereux en raison des avalanches et des écroulements survenant à l'improviste ou après un tir de mine pour dégager des passages ou du minerai. Cela a entraîné nombre des décès chez les prisonniers . Leurs corps sont toujours enfouis sous les rochers . Ils inhalaient aussi des nuages toxiques de radon libérés lors de l'extraction du minerai. Ils couraient également un risque accru de maladies liées à la silicose,. À l'époque les effets nocifs de ces substances sur la santé n'étaient pas encore connus.
À l'automne 1949, les premières cargaisons de minerai sont envoyées par avion cargo depuis l'aéroport de Tchara vers l'usine de traitement du minerai. Une partie importante de cet uranium a été utilisé pour le deuxième essai nucléaire qui a eu lieu en 1951 au Polygone nucléaire de Semipalatinsk (RDS-2) .
La quantité totale d'uranium extrait de la Gorge de marbre n'est pas connue. En 1950, 10 tonnes étaient prévues et en 1951, 20 tonnes. Mais il s'agissait de minerai brut et non de matière concentrée .

### Fermeture
Comme des quantités d'uranium pouvaient être extraites ailleurs, la mine est considérée comme non rentable après deux années d'exploitation. Le 26 février 1951, le ministre de l'intérieur de l'URSS décide de cesser partiellement les activités dans la mine. Puis, le 3 octobre 1951, le camp de Borlag est fermé Les installations minières sont démontées durant l'automne et l'hiver. Le centrale hydroélectrique ne pouvait être démantelée avant la fin de l'année  et les derniers prisonniers ont quitté celui-ci au début de l'année 1953 Le coût total de l'opération s'est élevé approximativement à 100 millions de roubles  Durant les années 1952 et 1953 des recherches de minerais se sont poursuivies dans la région puis ont été abandonnées,.
L'ensemble des opérations n'avait guère de sens d'un point de vue économique même si le coût total du projet nucléaire s'est élevé à un milliard de roubles. Bien que c'étaient des dépenses consacrées à la création d'une infrastructure elles ont eu peu d'impact sur le développement de la région.

## Traces subsistantes
Les bâtiments ont simplement été abandonnés, les baraquements, les tours d'observation les galeries de mines et les poteaux soutenant des barbelés subsistent dans un état lié aux conditions climatiques de la haute montagne. Les bâtiments du côté est de la gorge ont été détruits par des avalanches. Les ateliers ont sans doute été emportés vers un autre endroit où ils pouvaient être remontés à d'autres fins. Le pont en bois sur la rivière Sredny Sakoukan a subsisté jusqu'au début des années 1990, puis a été emporté par une inondation. Le village en bois de Sinelga a été endommagé et presque détruit par des incendies de forêt Tous les bâtiments en bois construits dans la vallée ont été détruits par des champignons et par la pourriture.